# هنري كسلز كاي
هنري كسلز كاي H. Cassels Kay ( 1242 - 1321 هـ / 1827 - 1903 م ) هو مستشرق، بلجيكي المولد، إنكليزي الإقامة.
من آثاره نشره النص العربي لكتاب «أرض اليمن وتاريخها» لعمارة اليمني، مع ترجمه إنكليزية.